# 関西実業団対抗駅伝競走大会
関西実業団対抗駅伝競走大会（かんさいじつぎょうだんたいこうえきでんきょうそうたいかい）は、関西実業団陸上競技連盟が主催し、毎日新聞社などが後援する日本の駅伝大会である。
毎年、11月に和歌山県田辺市龍神行政局を出発点で、龍神体育館をフィニッシュ地点とする7区間、80.45kmで争われる。上位チームには翌年1月に開催されるニューイヤー駅伝の出場権を得る。

## コース
龍神行政局をスタートし、3区の大熊・高硲谷を折り返し、スタート・フィニッシュ地点を過ぎた北野バス停で再度折り返し、さらに6区の上湯ノ又バス停で再度折り返して、龍神体育館にフィニッシュするコースとなっている。
- 第1区（12.6km）：龍神行政局 - 上湯ノ又バス停
  - 区間記録：大川久之（山陽特殊製鋼・1995年）37分20秒
- 第2区（7.68km）：上湯ノ又バス停 - 一休食堂
  - 区間記録：パトリック・M・ワンブィ（NTT西日本・2019年）21分59秒
- 第3区（10.87km）：一休食堂 - 青少年交流センター前
  - 区間記録：大森輝和（四国電力・2006年）30分06秒
- 第4区（9.5km）：青少年交流センター前 - 龍神行政局
  - 区間記録：小林歩（NTT西日本・2022年）26分21秒
- 第5区（16.0km）：龍神行政局 - たまや商店前
  - 区間記録：家谷和男（山陽特殊製鋼・2004年）46分56秒
- 第6区（11.0km）：たまや商店前 - 青少年交流センター前
  - 区間記録：鈴木塁人（SGホールディングスグループ・2021年）32分12秒
- 第7区（12.8km）：青少年交流センター前 - 龍神体育館
  - 区間記録：井幡磨（大塚製薬・2006年）36分57秒

## 歴代優勝チーム
| 年     | 回 | 優勝チーム                 | タイム        |
| ------ | -- | -------------------------- | ------------- |
| 1995年 | 38 |                            |               |
| 1996年 | 39 |                            |               |
| 1997年 | 40 |                            |               |
| 1998年 | 41 |                            |               |
| 1999年 | 42 |                            |               |
| 2000年 | 43 |                            |               |
| 2001年 | 44 |                            |               |
| 2002年 | 45 | 大塚製薬                   | 3時間56分58秒 |
| 2003年 | 46 | 大塚製薬                   |               |
| 2004年 | 47 | 山陽特殊製鋼               | 3時間58分36秒 |
| 2005年 | 48 | 大塚製薬                   | 4時間00分15秒 |
| 2006年 | 49 | 山陽特殊製鋼               | 3時間59分27秒 |
| 2007年 | 50 | 山陽特殊製鋼               | 3時間59分54秒 |
| 2008年 | 51 | 大塚製薬                   | 4時間00分10秒 |
| 2009年 | 52 | 大塚製薬                   | 3時間59分35秒 |
| 2010年 | 53 | 佐川急便                   | 4時間01分28秒 |
| 2011年 | 54 | 佐川急便                   | 4時間02分16秒 |
| 2012年 | 55 | 佐川急便                   | 3時間59分31秒 |
| 2013年 | 56 | 佐川急便                   | 4時間00分32秒 |
| 2014年 | 57 | 大塚製薬                   | 4時間00分41秒 |
| 2015年 | 58 | 大塚製薬                   | 4時間05分08秒 |
| 2016年 | 59 | 大塚製薬                   | 4時間01分43秒 |
| 2017年 | 60 | SGホールディングスグループ | 4時間00分01秒 |
| 2018年 | 61 | NTT西日本                  | 3時間59分24秒 |
| 2019年 | 62 | SGホールディングスグループ | 3時間57分43秒 |
| 2020年 | 63 | NTT西日本                  | 3時間57分01秒 |
| 2021年 | 64 | SGホールディングス         | 3時間55分00秒 |
| 2022年 | 65 | NTT西日本                  | 3時間56分46秒 |
| 2023年 | 66 | NTT西日本                  | 3時間56分03秒 |
| 2024年 | 67 | SGホールディングス         | 3時間56分40秒 |